# 洛穆爾 (愛荷華州)
洛穆爾（英語：Low Moor）是一個位於美國愛荷華州克林頓縣的城市。

## 地理
洛穆爾的座標為41°48′05″N 90°21′22″W / 41.80139°N 90.35611°W，而該地的平均海拔高度為198米（即650英尺）。

## 人口
根據2010年美國人口普查的數據，洛穆爾的面積為1.22平方千米，當中陸地面積為1.22平方千米，而水域面積為0.00平方千米。當地共有人口288人，而人口密度為每平方千米236人。